# Hyloscirtus alytolylax
Hyloscirtus alytolylax är en groddjursart som först beskrevs av William Edward Duellman 1972.  Hyloscirtus alytolylax ingår i släktet Hyloscirtus och familjen lövgrodor. IUCN kategoriserar arten globalt som nära hotad. Inga underarter finns listade i Catalogue of Life.